# Louis de Funès
Louis de Funès (născut Louis Germain David de Funès de Galarza, n. 31 iulie 1914, Courbevoie, Seine, Franța – d. 27 ianuarie 1983, Nantes, Franța) a fost un actor francez de film. 
S-a bucurat de un succes enorm în majoritatea țărilor Europei și vestul Asiei timp de mai mulți ani. Într-un sondaj de opinie din 1968 a fost votat cel mai popular actor francez.  Majoritatea filmelor sale de succes, ca de exemplu cele din seria Jandarmul din Saint-Tropez (Le gendarme de Saint-Tropez), sunt bazate pe gaguri vizuale (slapstick); deși  de Funès putea interpreta și roluri serioase cu o subtilitate suficientă, a fost renumit mai ales pentru grimasele și expresiile faciale exagerate.

## Biografie
Părinții săi, Carlos Luis de Funès de Galarza (de profesie avocat) și Leonor Soto Reguera, s-au mutat din Sevilla, Spania, în Franța în anul 1904, după ce familiile lor s-au opus căsătoriei. Louis s-a născut la Courbevoie, o suburbie a Parisului. După ce și-a terminat studiile la Paris, el nu a avut succes înaintea carierei de actor, fiind mereu concediat din posturi modeste. A devenit pianist și a cântat în localuri, talentul său muzical fiind evidențiat mai târziu în filme precum Prostănacul (Le Corniaud) și Marele restaurant (Le Grand Restaurant).
Familia sa aparținea nobilimii din Sevilla. Tatăl sau, Carlos Luis de Funes de Galarza (1871-1934), era avocat și apoi s-a făcut bijutier. Mama sa, Leonor Soto Reguera (1879-1957), era casnică, fata unui notar din Ortigueira (La Coruña), unde de altfel, sunt îngropați amândoi.
Louis s-a căsătorit prima dată în Saint-Étienne pe 27 aprilie 1936 cu Germaine Louise Elodie Carroyer. Din această căsătorie a rezultat un băiat: Daniel Charles Louis (născut în 12 iulie 1937).
Divorțat pe 13 noiembrie 1942, s-a recăsătorit pe 20 aprilie 1943 cu Jeanne Augustine Barthélémy, strănepoata lui Guy de Maupassant , care-i va da 2 copii: Patrick Charles (născut pe 27 ianuarie 1944), actualmente medic radiolog și Olivier Pierre (născut pe 11 august 1949), actualmente comandant în Air France.

## Activitatea artistică
De Funès și-a început cariera de artist în piese de teatru, în care s-a bucurat de un succes moderat. Chiar și în timpul carierei cinematografice, el a continuat să apară în piese de teatru. Popularitatea a început să-i crească în urma aparițiilor pe marele ecran în comedii, devenind vedetă cu filme ca Ah! Les belles bacchantes și Le Mouton à cinq pattes („Mielul cu cinci picioare”). A apărut în mai multe filme cu marii actori francezi din vremea respectivă, inclusiv Bourvil (în La Grande Vadrouille (Marea hoinăreală) și Le Corniaud (Prostănacul)) și Jean Gabin (în Le Tatoué și Le Gentleman d'Epsom). Ajuns la vârsta de 49 de ani, popularitatea i-a ajuns la apogeu în urma succesului imens al filmului Jandarmul din Saint-Tropez. Timp de mai bine de treizeci de ani, până la lansarea filmului Titanic în 1997, Marea hoinăreală a fost filmul cu cel mai mare succes de casă din Franța. 
În majoritatea filmelor sale, personajele interpretate de Louis de Funès au în comun mai multe caracteristici: un tip de vârstă medie, predispus la hiperactivitate, rea-credință și un temperament incontrolabil. Alături de statura mică și contorsiunile faciale tip Jerry Lewis, această hiperactivitate produce un mare efect comic, mai ales în contrast cu rolurile lui Bourvil de om calm, binevoitor și bine dispus. 
Împreună cu Fernandel și Bourvil formează tripleta de aur a comicilor cinematografului francez.
Spre sfârșitul carierei sale, de Funès a suferit de o problemă cu inima, ca urmare a unui atac de cord provocat de intensitatea rolurilor sale. A încetat din viață din cauza unui infarct masiv.
A fost înmormântat în grădina castelului soției sale; o specie de trandafir a fost numită în onoarea sa.
Unul din fiii săi, Olivier de Funès, a apărut în mai multe filme alături de el (câteodată în rolul fiului personajului interpretat de Louis), dar a renunțat la cariera de actor și a devenit pilot de avion la compania Air France.
Skinner, personajul negativ din filmul animat Ratatouille, a fost inspirat de Louis de Funès.

## Filmografie

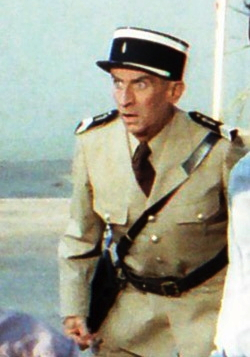
Jandarmul și extratereștrii

- 1982 : Jandarmul și jandarmerițele (Le gendarme et les gendarmettes), regia Jean Girault
- 1981 : Supa de varză (La soupe aux choux), regia Jean Girault
- 1979 : Avarul (L'avare), regia Jean Girault, Louis de Funès
- 1978 : Jandarmul și extratereștrii (Le gendarme et les extra-terrestres), r. Jean Girault
- 1978 : Zâzania (La zizanie), regia Claude Zidi
- 1976 : Aripioară sau picior? (L'aile ou la cuisse), regia Claude Zidi (a jucat alături de Coluche)
- 1973 : Aventurile rabinului Jacob (Les aventures de Rabbi Jacob), regia Gérard Oury
- 1971 : Sur un arbre perché
- 1971 : Jo
- 1971 : Mania grandorii (La folie des grandeurs), regia Gérard Oury
- 1970 : Jandarmul la plimbare (Le gendarme en balade), r. Jean Girault
- 1970 : Omul orchestră (L'homme orchestre)
- 1969 : Hibernatus
- 1968 : Jandarmul se însoară (Le gendarme se marie)
- 1968 : Tatuajul (Le tatoué), regia Denys de La Patellière
- 1967 : Micul scăldător (Le petit baigneur)
- 1967 : Oscar
- 1967 : Marile vacanțe (Les grandes vacances)
- 1966 : Fantômas versus Scotland Yard (Fantomas contre Scotland Yard)
- 1966 : Marele restaurant (Le grand restaurant)
- 1966 : Marea hoinăreală (La Grande Vadrouille)
- 1965 : Les bons vivants
- 1965 : Jandarmul la New York (Le gendarme à New York)
- 1965 : Fantômas în acțiune (Fantomas se déchaîne)
- 1965 : Prostănacul (Le corniaud)
- 1964 : Un șef pe cinste (Une souris chez les hommes)
- 1964 : Jandarmul din Saint Tropez (Le gendarme de Saint-Tropez)
- 1964 : Fantômas
- 1964 : Aruncați banca în aer (Faites sauter la banque!)
- 1963 : Carambolages
- 1963 : Puic, Puic (Pouic-Pouic)
- 1963 : Des pissenlits par la racine
- 1962 : Diavolul și cele zece porunci (Le diable et les dix commandements)
- 1962 : Nous irons à Deauville
- 1962 : Les veinards
- 1962 : Le gentleman d'Epsom
- 1962 : Un clair de lune à Maubeuge
- 1961 : Candide ou l'optimisme au XXe siècle
- 1961 : Frumoasa americană (La belle Américaine)
- 1961 : Le crime ne paie pas
- 1961 : La Vendetta
- 1961 : Căpitanul Fracasse (Le capitaine Fracasse), regia Pierre Gaspard-Huit
- 1960 : Les tortillards
- 1960 : Dans l'eau qui fait des bulles
- 1959 : Mon pote le gitan
- 1959 : Certains l'aiment froide
- 1959 : Totò, Eva e il pennello proibito
- 1959 : I Tartassati
- 1958 : Viața în doi (La vie à deux)
- 1958 : Nevăzut... necunoscut (Ni vu, ni connu), regia Yves Robert
- 1958 : Taxiul, Rulota și Corrida (Taxi, Roulotte et Corrida)
- 1957 : Comme un cheveu sur la soupe
- 1956 : Courte tête
- 1956 : La loi des rues
- 1956 : Bébés à gogo
- 1956 : Papa, maman, ma femme et moi
- 1956 : La Famille Anodin
- 1956 : Străbătând Parisul (La traversée de Paris), regia Claude Autant-Lara
- 1955 : Mädchen ohne Grenzen
- 1955 : Frou-Frou
- 1955 : Si Paris nous était conté
- 1955 : Bonjour sourire
- 1955 : La bande à papa
- 1955 : Les hussards
- 1955 : L'impossible Monsieur Pipelet
- 1955 : Les impures
- 1955 : Ingrid - Die Geschichte eines Fotomodells
- 1955 : Napoléon
- 1954 : Tourments
- 1954 : Scènes de ménage
- 1954 : La reine Margot
- 1954 : Les pépées font la loi
- 1954 : Tata, mama, bona și eu (Papa, maman, la bonne et moi), regia Jean-Paul Le Chanois
- 1954 : Oaia cu cinci picioare (Le mouton à cinq pattes)
- 1954 : Mam'zelle Nitouche
- 1954 : Les intrigantes
- 1954 : Huis clos
- 1954 : Les hommes ne pensent qu'à ça
- 1954 : Fraternité (TV)
- 1954 : Escalier de service
- 1954 : Les corsaires du Bois de Boulogne
- 1954 : Le chevalier de la nuit
- 1954 : Le blé en herbe
- 1954 : Ah, frumoasele bacante! (Ah! Les belles bacchantes)
- 1954 : Poisson d'avril
- 1953 : Mon Frangin du Sénégal
- 1953 : Faites-moi confiance
- 1953 : Le secret d'Hélène Marimon
- 1953 : Capitaine Pantoufle
- 1953 : Légère et court vêtue
- 1953 : Au diable la vertu
- 1953 : Dortoir des grandes
- 1953 : L'étrange désir de Monsieur Bard
- 1953 : Le rire
- 1953 : La vie d'un honnête homme
- 1953 : Les compagnes de la nuit
- 1952 : Lizzie MacKay (La putain respectueuse), regia Marcello Pagliero și Charles Brabant
- 1952 : L'amour n'est pas un péché
- 1952 : Moineaux de Paris
- 1952 : Le huitième art et la manière
- 1952 : Monsieur Leguignon Lampiste
- 1952 : Monsieur Taxi
- 1952 : Je l'ai été trois fois
- 1952 : Elle et moi
- 1952 : Innocents in Paris
- 1952 : La fugue de Monsieur Perle
- 1952 : Agence matrimoniale
- 1952 : Les dents longues
- 1952 : Ils étaient cinq
- 1952 : Les sept péchés capitaux
- 1951 : Ma femme est formidable
- 1951 : Folie douce
- 1951 : L'amant de paille
- 1951 : Le dindon
- 1951 : Pas de vacances pour Monsieur le Maire
- 1951 : La poison
- 1951 : Le roi du bla bla bla
- 1951 : Champions Juniors
- 1951 : La rose rouge
- 1951 : Sans laisser d'adresse
- 1951 : Boîte à vendre
- 1951 : Boniface Somnambule
- 1951 : Bibi Fricotin
- 1951 : Un amour de parapluie
- 1951 : Les joueurs
- 1951 : Knock
- 1950 : Adémaï au poteau-frontière
- 1950 : La rue sans loi
- 1949 : Le jugement de Dieu
- 1949 : Je n'aime que toi
- 1949 : Un certain monsieur
- 1949 : Pas de week-end pour notre amour
- 1949 : Rendez-vous avec la chance
- 1949 : Au revoir M. Grock
- 1949 : Millionnaires d'un jour
- 1949 : Mission à Tanger
- 1949 : Mon ami Sainfoin
- 1949 : Vient de paraître
- 1948 : Du Guesclin
- 1947 : Croisière pour l'inconnu
- 1947 : Antoine et Antoinette
- 1946 : Dernier refuge
- 1946 : Six heures à perdre
- 1945 : La tentation de Barbizon